# West Union (Illinois)
West Union – jednostka osadnicza w Stanach Zjednoczonych, w stanie Illinois, w hrabstwie Clark.